# Mihail Kogălniceanu (Costanza)
Mihail Kogălniceanu (in turco Enge-Mahale) è un comune della Romania di 10 109 abitanti, ubicato nel distretto di Costanza, nella regione storica della Dobrugia.
Il comune è formato dall'unione di 3 villaggi: Mihail Kogălniceanu, Palazu Mic, Piatra.
Mihail Kogălniceanu porta questo nome in onore dell'omonimo uomo politico.